# خارج الأسوار (مسلسل)
خارج الأسوار مسلسل اجتماعي من بطولة حياة الفهد ومحمد جابر وأحمد السلمان وزهرة الخرجي.

## ملخص القصة
في إطار درامي تدور أحداث المسلسل حول فاطمة، التي تخبر ابنها الكبير عدنان بوفاة والده غازي وهو صغير، وتخفي عنه بقائه حيا لسر في نفسها، حتى يكتشف ذلك، وبالرغم من تحذيرات فاطمة لكل من حولها من التعامل مع غازي، إلا أن القافلة تسير ويكتشف الجميع أنه محتال ومجرم خطير.

## الشخصيات
| الممثل        | الشخصية                      |
| ------------- | ---------------------------- |
| حياة الفهد    | فاطمة                        |
| محمد جابر     | أبو سامي                     |
| أحمد السلمان  | غازي حسين                    |
| سناء بكر يونس | زوجة غازي حسين               |
| زهرة الخرجي   | دكتورة وزوجة غازي حسين بالسر |
| أحمد مساعد    | أبو نبيل                     |
| فيصل المسفر   | رجل أعمال                    |
| ملاك          | ابنة فاطمة                   |
| شهاب جوهر     | عدنان ابن فاطمة              |
| جواهر         | سارة ابنة أبو سامي           |
| محمد الرمضان  | سالم ابن فاطمة               |
| بثينة الرئيسي | خلود ابنة غازي حسين          |